# Hololoma
Hololoma là một chi bướm đêm thuộc họ Geometridae.